# کدو ترشک
کدو ترشک یا میوهٔ درخت خیار (نام علمی: Averrhoa bilimbi) نام میوه‌ای استوایی است از تیرهٔ شبدرترشکیان (Oxalidaceae) سردهٔ ابن رشدی‌ها (Averrhoa).
اختری از خویشاوندان نزدیک میوه کدو ترشک است.
در فیلیپین، جایی که معمولاً کامیا و ایبا نامیده می‌شود، معمولاً در حیاط خلوت یافت می‌شود. میوه‌ها به صورت خام یا آغشته به سنگ نمک مصرف می‌شوند. می‌توان آن را به کاری تبدیل کرد یا به عنوان یک ماده ترش برای غذاهای رایج فیلیپینی مانند سینیانگ، پینانگات و پاکسیو اضافه کرد. همچنین از آن برای تهیه سالاد، مخلوط با گوجه فرنگی، پیاز خرد شده و با سس سویا به عنوان سس استفاده می‌شود.
کدو ترشک نپخته به عنوان غذا تهیه می‌شود و با برنج و لوبیا در کاستاریکا سرو می‌شود.
در مالزی و فیلیپین، کدو ترشک یا کامیا را به مربای نسبتاً ترش و شیرین با طعمی شبیه آلو یا آلبالو تبدیل می‌کنند.
در کرالا و باتکال هند، از آن برای تهیه ترشی و تهیه کاری ماهی، به ویژه با ساردین استفاده می‌شود، در حالی که در اطراف کارناتاکا، ماهاراشترا و گوا معمولاً این میوه را به صورت خام با نمک و ادویه می‌خورند. در گویان و موریس، آن را به شکل ترشی درست می‌کنند.
در سیشل، اغلب به عنوان یک ماده برای دادن طعمی تند به بسیاری از غذاهای کریول سیشلو، به ویژه غذاهای ماهی استفاده می‌شود. اغلب در ماهی کبابی و همچنین در غذای گوشت کوسه به نام ساتینی ریکن استفاده می‌شود. همچنین با پیاز، گوجه فرنگی و فلفل چیلی پخته می‌شود تا سس درست شود. گاهی اوقات آنها را با نمک‌سودنمک‌سود می‌کنند تا در زمان خارج از فصل استفاده شوند.
آب کدو ترشک (با pH حدود ۴٫۴۷) به یک نوشیدنی خنک‌کننده مصرف می‌شود. که می‌تواند جایگزین انبه در تهیه چاتنی شود. علاوه بر این، میوه را می‌توان با ترشی نگهداری کرد، که باعث کاهش اسیدیته آن می‌شود.

## اثر نامطلوب بالقوه
این میوه حاوی مقادیر زیادی اگزالات است. که نارسایی حاد کلیه به دلیل نکروز لوله‌ای ناشی از اگزالات در چندین نفر که آب غلیظ را در روزهای متوالی به عنوان درمان کلسترول بالا مصرف می‌کردند، ثبت شده‌است.